# Муравейник (песня)
«Муравейник» — песня группы «Кино» из «Чёрного альбома» (7-е место). Автор — Виктор Цой, сам он её обозначил как «Я не люблю, когда мне врут». Демо-версия «Муравейника» была написана в Плиеньциемсе и опубликована в «Белом альбоме» (известном также под названием «Последние записи»).

## История песни
Цой записал акустическую версию песни на магнитофон весной 1990 года. Перед этим музыкант долгое время играл на своей гитаре, подбирая самый лучший вариант. В блокноте Виктора Цоя заготовок композиции обозначен как «Я не люблю, когда мне врут».

## Смысл песни
По мнению С. А. Петровой, в песне прослеживается отличительное определение смерти. Здесь нет явного лексического обозначения города, но зато это имеет значение места жизни людей — метафорическое обозначение города как «муравейника». В этой песне есть элементы городской жизни.
Елена Шаджанова увидела в композиции образ города, узнаваемый за рядом характерных черт его атмосферы («и машины туда-сюда»), также представленный через аллегорию, связанную со смыслом природной сельской жизни. Муравей является одним из традиционных фольклорных образов — это «насекомое, символика которого определяется в основном признаком множественности». Глагол «помрёт», выступающий в качестве представителя смерти, имеет сниженную эмоционально-стилистическую окраску. Личность стирается в воссозданном автором пространстве.

## «Последние записи»
В этом альбоме имеются две версии песни: акустическая, записанная весной 1990 года, и черновая запись. Акустическая стоит на 12 месте, а черновая — на 10 месте.

## Участники записи
- Виктор Цой — вокал, гитара
- Юрий Каспарян — гитара
- Игорь Тихомиров — бас-гитара
- Георгий Гурьянов — ударные
- Юрий Айзеншпис — продюсер
- Jean Taxis — сведение (Париж, Франция).